# Němčice u Volyně

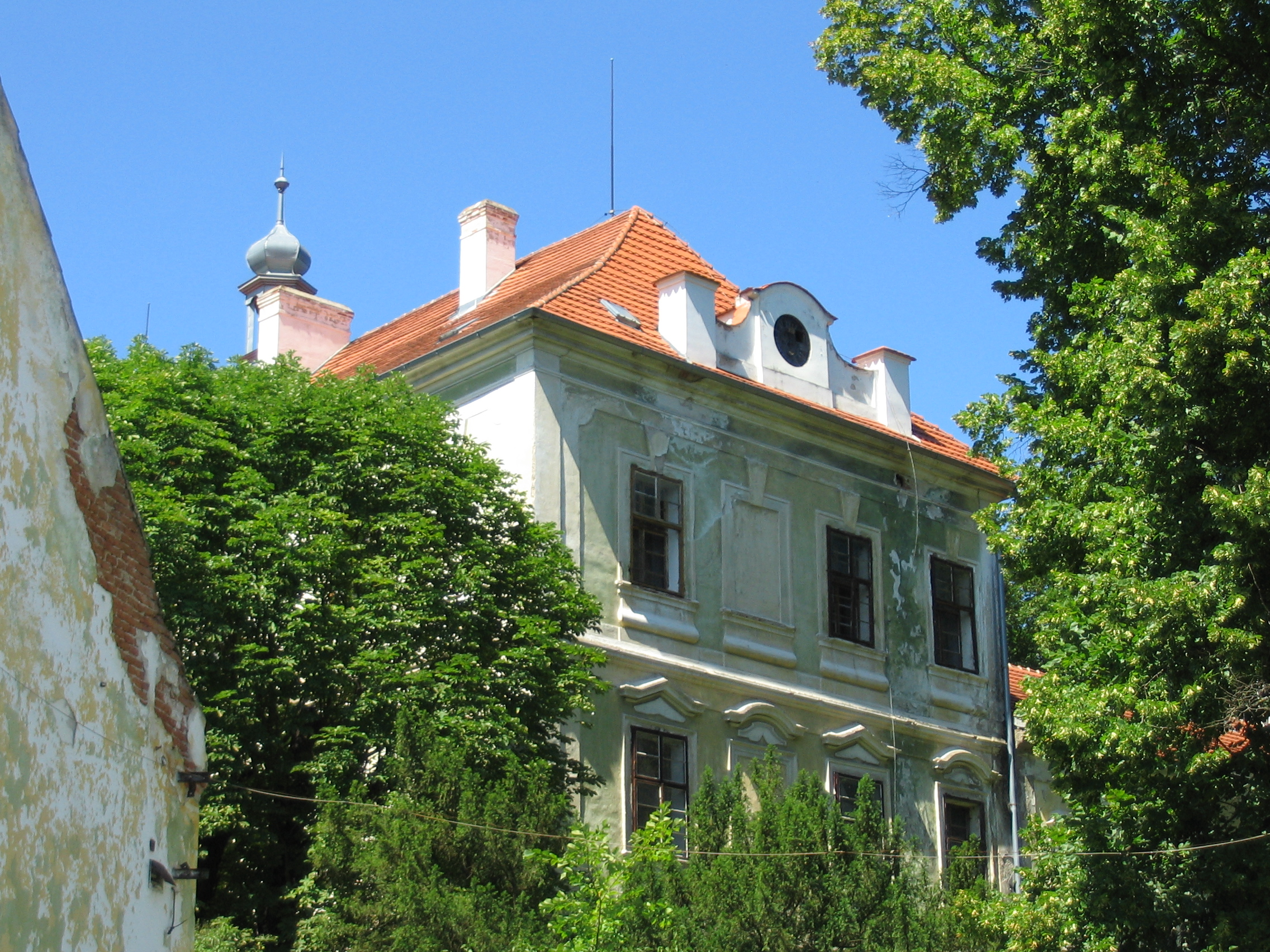
Schloss Němčice

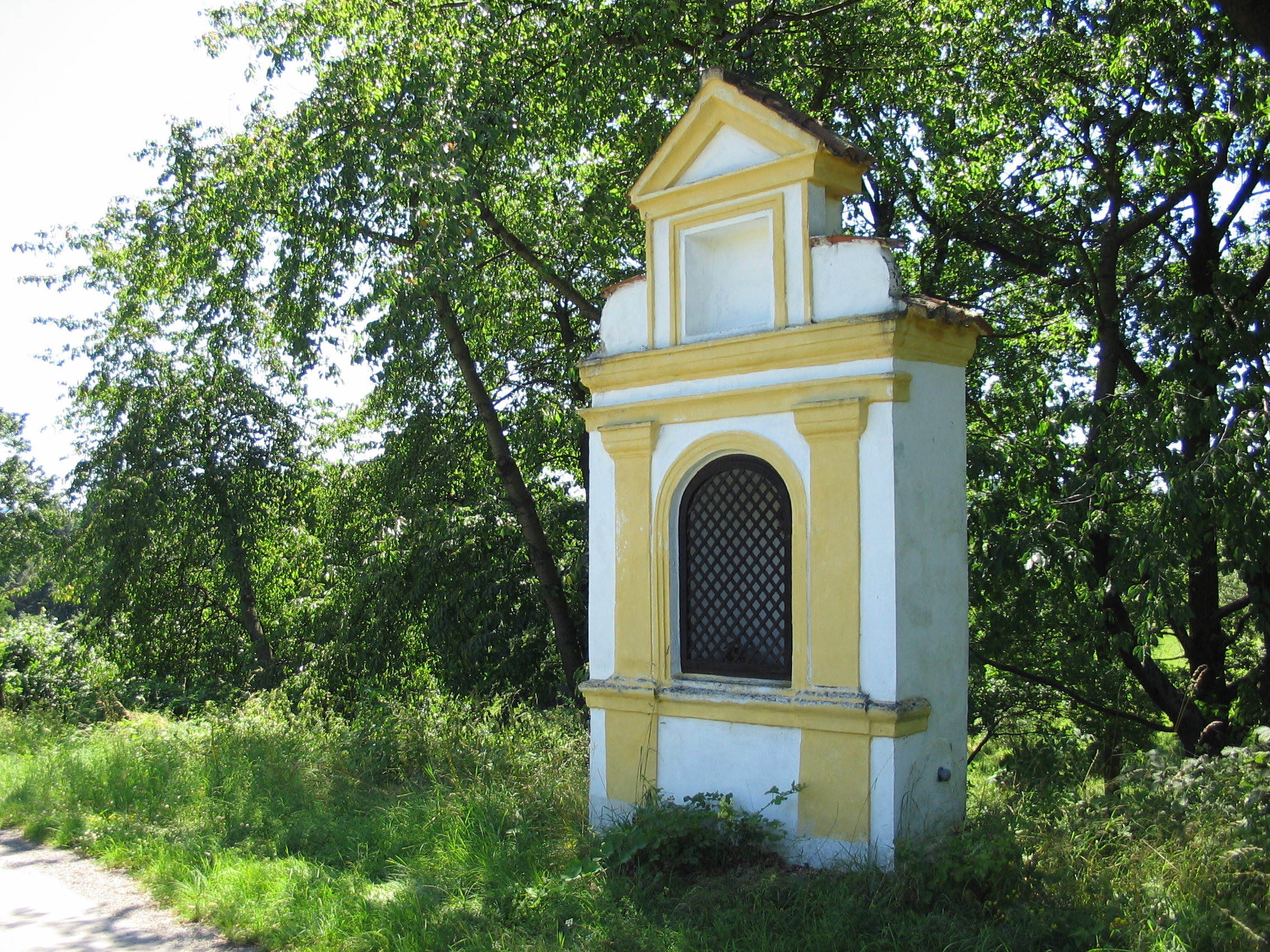
Nischenkapelle an der Straße nach Kraselov

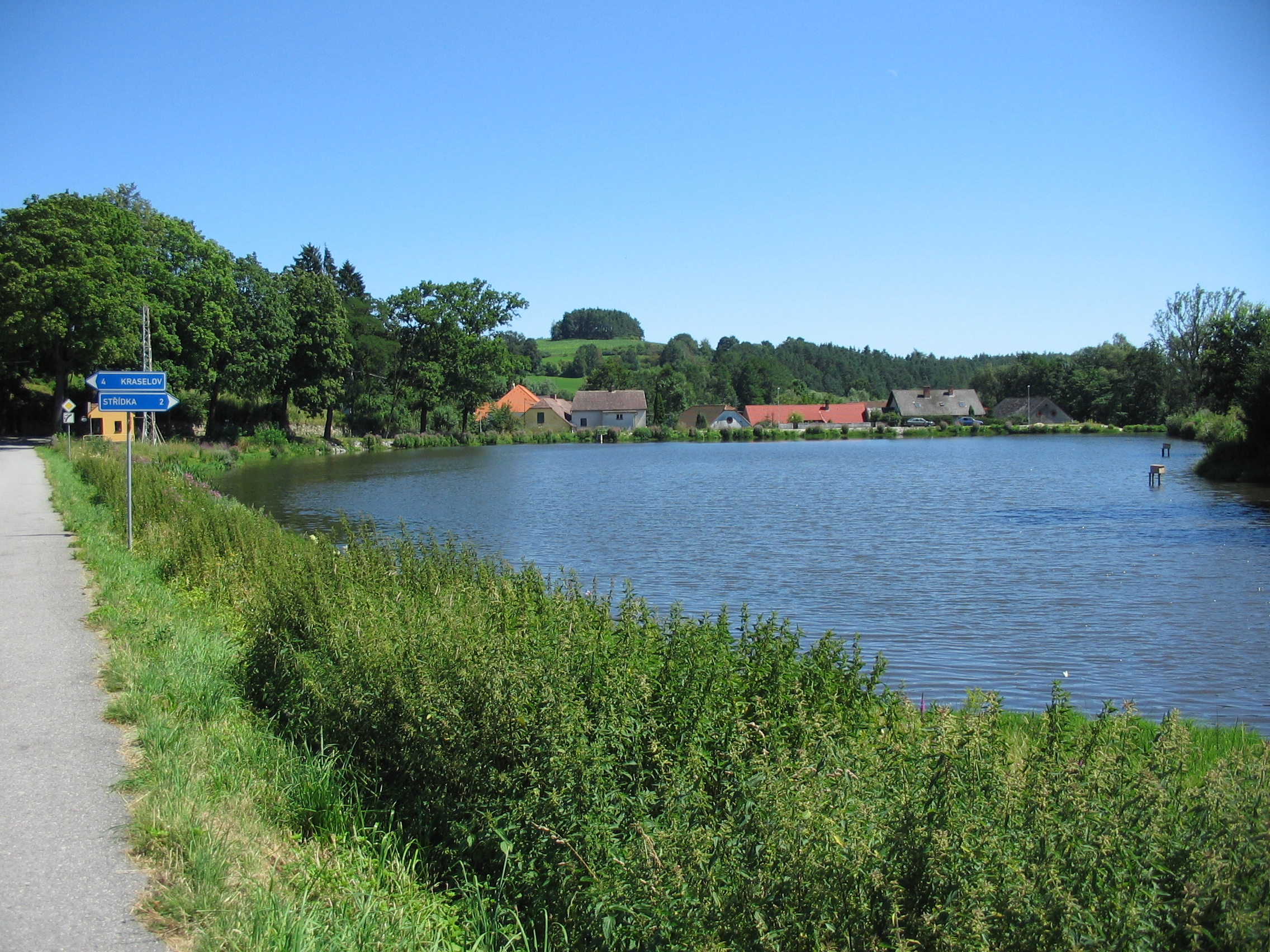
Němčický rybník

Němčice [ˈnjɛmt͡ʃɪt͡sɛ] (deutsch Niemtschitz) ist eine Gemeinde in Tschechien. Sie liegt acht Kilometer nordwestlich von Volyně in Südböhmen und gehört zum Okres Strakonice.

## Geographie

### Geographische Lage
Němčice befindet sich im Tal des Baches Němčický potok im Vorland des Böhmerwaldes. Nördlich erheben sich der Křížek (613 m), der Mladotický vrch (703 m) und die Vejřice (614 m), im Nordosten die Hora (611 m) und der Škavlík (606 m), südöstlich die Řanda (610 m), im Süden die Blejště (594 m), südwestlich die Chrasnice (711 m) sowie im Westen die Čekanka (668 m). Inmitten des Dorfes liegt der Teich Němčický rybník.

### Gemeindegliederung
Für die Gemeinde Němčice sind keine Ortsteile ausgewiesen.

### Nachbargemeinden
Nachbarorte sind Škrobočov, Mladotice und Kraselov im Norden, Zahorčice, Jetišov und Úlehle im Nordosten, Radkovice und Nihošovice im Osten, Pohodnice, Doubravice u Volyně und Střídka im Südosten, Čestice und Radešov im Süden, Dřešín, Dřešínek, Hořejšice, Podhoslovičký und Kváskovice im Südwesten, Hoslovice im Westen sowie Strašice und Hodějov im Nordwesten.

## Geschichte
Die erste schriftliche Erwähnung von Němčice erfolgte im Jahre 1204 als König Ottokar I. Přemysl die Einkünfte aus dem Dorf dem Kloster St. Georg auf der Prager Burg überließ. Im 14. und 15. Jahrhundert war Němčice ein Vladikesitz. Zum Ende des 15. Jahrhunderts erwarben die Herren von Rosenberg die Güter Němčice, Zahorčice, Hodějov und Hoslovice. 1544 kauften die Herren Kotz von Dobrz Němčice auf und schlossen es an das Gut Dobrš an. Wenzel Kotz von Dobrz überließ Němčice 1582 an Adam Ritter Chřepický von Modlíškovice. Dieser kaufte 1594 noch weitere Dörfer hinzu. Auf dem Hügel nordwestlich des Dorfes ließen Adam Chřepický und sein Sohn Wenzel eine Renaissancefeste als Herrensitz erbauen. In den 1640er Jahren war die Feste Sitz der Witwe Anna Chřepická auf Němčice, Nihošovice und Dobrš sowie deren sechs Töchtern. Im Jahre 1667 kaufte Ctibor Wenzel Chřepický auf Dobrš das Gut Němčice und schloss es an Dobrš. Später erhielt sein Sohn Franz Albrecht Chřepický Němčice, er verkaufte das Gut an Georg Franz Věžník von Věžník. Nachfolgende Besitzerin war ab 1685 dessen Witwe Lidmila und danach deren Sohn Bernhard Wenzel, der Němčice 1696 für 31.000 Rheinische Gulden und 100 Dukaten an den Prager Dompropst Johann Ignatz Freiherr Chanowsky Dlauhowesky von Langendorf verkaufte, der zuvor schon Kraselov und Zahorčice erworben hatte. Wenig später verlegte Johann Ignatz Chanowsky den Sitz seiner Güterverwaltung von Kraselov nach Němčice. In dieser Zeit erfolgte eine Umgestaltung der Feste von einem wehrhaften Bau zu einer repräsentativen frühbarocken Residenz. 1699 erwarb er auch das Gut Hoděgow. Am 10. Jänner 1701 vereinigte er schließlich testamentarisch die Güter Němčice und Hoděgow mit dem Gut Kraselov zu einem Fideikommiss für seinen Neffen Adam Joseph Freiherr Chanowsky Krasylowsky Dlauhowesky von Langendorf. Nach dem Tode von Adam Joseph Chanowsky, der 1814 ohne männliche Nachkommen verstarb, fiel der Fideikommiss seinem Bruder Johann Felix Chanowsky zu. Ihm folgten ab 1730 Johann Heinrich Chanowsky, ab 1731 Johann Joseph Chanowsky, ab 1793 dessen Sohn Johann Karl Vincenz Chanowsky und ab 1833 dessen Sohn Franz Xaver Chanowsky. Im Jahre 1834 ließ Franz Xaver Chanowsky Josef Schmidinger zum Schlosskaplan bestellen. In den nachfolgenden Jahren wurde Němčice auf Grund Schmidingers Engagement für die Verbreitung tschechischer Literatur zu einem Zentrum des tschechischen Patriotismus. Franz Xaver Chanowsky stiftete dem Böhmischen Museum Bücher und Antiquitäten im Wert von 60.000 Gulden.
Im Jahre 1840 hatte das Fideikommissgut Niemtschitz samt Krasilau eine Nutzfläche von 4713 Joch 590 Quadratklafter. Die Einwohnerzahl betrug 2192, davon entfielen 1685 auf das Gut Niemtschitz und 507 auf das Gut Krasilau. Auf dem Fideikommissgut lebten sechs Israelitenfamilien. Die Herrschaft bewirtschaftete vier Meierhöfe in Niemtschitz, Lhota St. Anna, Krasilau und Kruschlau, drei Schäfereien in Niemtschitz, Hoslowitz und Krasilau sowie das Krasilauer und das Kwaskowitzer Forstrevier. Ein weiterer Meierhof in Lhota Kustra war emphyteutisiert. Insbesondere bei Kwaskowitz wurde Kalkstein gebrochen. Das Gut Niemtschitz umfasste die Dörfer Niemtschitz, Hodiegow (Hodějov), Kwaskowitz (Kváskovice), Hoslowitz, Zahorčitz, Wiska (Víska), Kruschlau (Krušlov) sowie zwei Häuser, darunter der emphyteutisierte Meierhof, von Lhuta Kustra (Lhota pod Kůstrým) und ein Haus von Neudorf. Zum Gut Krasilau gehörten die Dörfer Krasilau, Lhota St. Anna (Lhota u Svaté Anny) und Miltschitz (Milčice) sowie 13 Häuser von Straschitz, acht Häuser von Zwotok, drei Häuser von Skrobočow (Škrobočov) und zwei Häuser von Mladotitz (Mladotice).
Das Dorf Niemtschitz/Němčice bestand aus 41 Häusern mit 296 Einwohnern, darunter zwei Israelitenfamilien. Im Dorf bestand ein obrigkeitliches Schloss mit der öffentlichen Kapelle des hl. Johannes von Nepomuk, bei der ein eigener Schlosskaplan angestellt war. Außerdem gab es ein Direktorialamt, einen Meierhof, ein Bräuhaus, eine Schäferei, eine Ziegelbrennerei, ein Wirtshaus sowie eine eingängige Mühle am Teich. Pfarrort war Čestitz. Bis zur Mitte des 19. Jahrhunderts war Niemtschitz das Amtsdorf des Dominiums Niemtschitz im Fideikommissgut Niemtschitz samt Krasilau.
Nach der Aufhebung der Patrimonialherrschaften bildete Němčice/Niemtschitz ab 1850 einen Ortsteil der Gemeinde Jetišov in der Bezirkshauptmannschaft Strakonice und dem Gerichtsbezirk Volyně. Ab 1919 bildete Němčice eine eigene Gemeinde. Am 1. Jänner 1974 erfolgte die Eingemeindung nach Čestice. Nach einem Referendum löste sich Němčice zum 24. November 1990 wieder von Čestice los und bildete eine eigene Gemeinde.

## Kultur und Sehenswürdigkeiten
- Frühbarockes Schloss Němčice, es entstand ab 1696 anstelle einer Feste auf die Chanowsky von Langendorf. Den Schlossgarten ließ Johann Felix Chanowsky von Langendorf nach 1720 anlegen. Das Schloss ist nicht öffentlich zugänglich, es dient seit 1991 als Einrichtung zur Behandlung und soziale Rehabilitation von Drogenabhängigen.
- Barocke Schlosskapelle des hl. Johannes von Nepomuk, erbaut 1727–1729 unter Johann Felix Chanowsky von Langendorf
- Nischenkapelle an der Straße nach Kraselov

## Persönlichkeiten
- Josef Schmidinger (1804–1852), der Priester und Schlosskaplan förderte die Verbreitung der Publikationen der „Matice česká“ und des „Dědictví svatojánské“